# Bernhard Hochwald
Bernhard Hochwald (* 27. Juni 1957 in Schöneiche bei Berlin) ist ein ehemaliger deutscher Sportschütze. Er nahm an vier Olympischen Spielen teil und wurde mehrfach Welt- und Europameister im Wurfscheibenschießen.

## Leben und Karriere
Bernhard Hochwald nahm an vier Olympischen Sommerspielen teil, je zwei Mal für die DDR und für die wieder vereinigte Mannschaft. Bei den Olympischen Sommerspielen 1980 in Moskau belegte er im Skeet-Schießen den 19. Platz, 1988 wurde er in Seoul 19., 1992 in Barcelona 16. und 1996 in Atlanta 20.
Bei den Weltmeisterschaften im Herren-Einzel gewann er 1985 die Goldmedaille, 1975 gewann er den Titel mit der Mannschaft der DDR, ebenso 1987. 1986 wurde er Mannschafts-Vize-Weltmeister hinter Italien, 1994 Dritter hinter Italien und Russland. Bei Europameisterschaften gewann Hochwald 1983 den Einzeltitel wurde 2002 Zweiter und 1985 sowie 1995 Dritter. Im Mannschaftswettbewerb gewann er den Titel 1992, Zweiter wurde er 1986, 1988 und 2002, Bronze kam 1985 und 1987 hinzu.
Auch national war Hochwald sehr erfolgreich. 1975 und 1981 gewann er den Titel des DDR-Meisters im Herren-Einzel, 1983, 1985 und 1990 wurde er Zweiter, 1986 Dritter. Mit der Mannschaft seines Vereins SC Dynamo Hoppegarten gewann er den Titel 1983. 1991 und 1994 wurde er bei den Deutschen Meisterschaften mit dem nun in SC Diana Hoppegarten umbenannten Verein Doppeltrap-Vizemeister, 1996 und 1999 Skeet-Zweiter und 1992, 1994, 1997 sowie 2001 Mannschafts-Dritter im Skeet – 1995 im Doppeltrap-Wettbewerb. 2000 konnte die Mannschaft von Diana Hoppegarten mit Hochwald den Skeet-Titel gewinnen. Im Einzel wurde er 1997 und 1998 Vizemeister, 2001 Dritter im Skeet-Wettbewerb. Er ist der Halbbruder von Raimund Bethge und ist mit der Sportschützin Katja Klepp verheiratet.

## Auszeichnungen
- 1976: Ernst-Schneller-Medaille in Gold[1]
- 1984: Vaterländischer Verdienstorden in Gold[2]
- 1985: Verdienter Meister des Sports[1]
- 1985: Ehrenspange zur Ernst-Schneller-Medaille in Gold[1]
- 1986: Vaterländischer Verdienstorden in Gold[3]